# Vyšėjšaja Liha 2024
La Vyšėjšaja Liha 2024 è stata la trentaquattresima edizione della massima divisione del campionato bielorusso di calcio. È iniziata il 15 marzo 2024 ed è terminata il 7 dicembre successivo.
La Dinamo Minsk era la squadra campione in carica e si è riconfermata, vincendo il loro nono titolo stagionale.

## Stagione

### Novità
Dalla Vyšėjšaja Liha 2023 sono retrocesse in Peršaja Liha Belšyna e Ėnerhetyk-BDU Minsk. Dalla Peršaja Liha 2023 sono stati promossi in Vyšėjšaja Liha Arsenal Dzjaržynsk, Dnjapro Mahilëŭ e Vicebsk, rispettivamente vincitore, secondo e terzo classificato.

### Formula
Le 16 squadre partecipanti si affrontano in un girone all'italiana con partite di andata e ritorno per un totale di 30 giornate. La squadra prima classificata è dichiarata campione di Bielorussia e viene ammessa alla UEFA Champions League 2025-2026 partendo dal primo turno di qualificazione. Le squadre classificate al secondo e la squadra vincitrice della coppa nazionale vengono ammesse al secondo turno di qualificazione della UEFA Europa Conference League 2025-2026, la terza classificata al primo turno di qualificazione. Le ultime due classificate retrocedono in Peršaja Liha, mentre la terzultima affronta la terza classificata in Peršaja Liha in uno spareggio promozione/retrocessione.

## Squadre partecipanti
| Club               | Città         | Stadio                       | Stagione precedente         |
| ------------------ | ------------- | ---------------------------- | --------------------------- |
| Arsenal Dzjaržynsk | Dzjaržynsk    | Stadio di Haradzeja          | 1º posto in Peršaja Liha    |
| BATĖ Borisov       | Barysaŭ       | Barysaŭ-Arėna                | 5º posto in Vyšėjšaja Liha  |
| Dinamo Brėst       | Brėst         | OSK Brestskiy                | 10º posto in Vyšėjšaja Liha |
| Dinamo Minsk       | Minsk         | Stadio Dinamo                | 1º posto in Vyšėjšaja Liha  |
| Dnjapro Mahilëŭ    | Mahilëŭ       | Stadio Spartak               | 2º posto in Peršaja Liha    |
| Homel'             | Homel'        | Stadio Centrale              | 6º posto in Vyšėjšaja Liha  |
| Islač              | Raën di Minsk | Stadio Haradzki (Maladzečna) | 4º posto in Vyšėjšaja Liha  |
| Minsk              | Minsk         | Stadio FK Minsk              | 9º posto in Vyšėjšaja Liha  |
| Naftan             | Navapolack    | Stadio Atlant                | 12º posto in Vyšėjšaja Liha |
| Nëman              | Hrodna        | Stadio Nëman                 | 2º posto in Vyšėjšaja Liha  |
| Šachcër Salihorsk  | Salihorsk     | Stadio Stroitel              | 13º posto in Vyšėjšaja Liha |
| Slavija-Mazyr      | Mazyr         | Stadio Junatsva              | 7º posto in Vyšėjšaja Liha  |
| Sluck              | Sluck         | Stadio Haradzki              | 8º posto in Vyšėjšaja Liha  |
| Smarhon'           | Smarhon'      | Stadio Junast                | 11º posto in Vyšėjšaja Liha |
| Tarpeda-BelAZ      | Žodzina       | Stadio Tarpeda               | 3º posto in Vyšėjšaja Liha  |
| Vicebsk            | Vicebsk       | Stadio Centrale              | 3º posto in Peršaja Liha    |

## Classifica finale
|  | Pos. | Squadra                 | Pt | G  | V  | N  | P  | GF | GS | DR  |
|  | ---- | ----------------------- | -- | -- | -- | -- | -- | -- | -- | --- |
|  | 1.   | Dinamo Minsk            | 68 | 30 | 20 | 8  | 2  | 50 | 13 | +37 |
|  | 2.   | Nëman                   | 65 | 30 | 20 | 5  | 5  | 45 | 19 | +26 |
|  | 3.   | Tarpeda-BelAZ           | 62 | 30 | 18 | 8  | 4  | 45 | 21 | +24 |
|  | 4.   | Dinamo Brėst            | 49 | 30 | 14 | 7  | 9  | 62 | 37 | +25 |
|  | 5.   | Vicebsk                 | 47 | 30 | 14 | 5  | 11 | 33 | 25 | +8  |
|  | 6.   | Homel'                  | 44 | 30 | 11 | 11 | 8  | 37 | 28 | +9  |
|  | 7.   | Islač                   | 41 | 30 | 11 | 8  | 11 | 36 | 30 | +6  |
|  | 8.   | BATĖ Borisov            | 40 | 30 | 11 | 7  | 12 | 38 | 38 | 0   |
|  | 9.   | Sluck                   | 39 | 30 | 11 | 6  | 13 | 26 | 41 | -15 |
|  | 10.  | Arsenal Dzjaržynsk      | 38 | 30 | 10 | 8  | 12 | 29 | 36 | -7  |
|  | 11.  | Slavija-Mazyr           | 35 | 30 | 8  | 11 | 11 | 28 | 33 | -5  |
|  | 12.  | Smarhon'                | 32 | 30 | 7  | 11 | 12 | 33 | 51 | -18 |
|  | 13.  | Minsk                   | 28 | 30 | 6  | 10 | 14 | 28 | 44 | -16 |
|  | 14.  | Naftan                  | 26 | 30 | 5  | 11 | 14 | 27 | 44 | -17 |
|  | 15.  | Dnjapro Mahilëŭ         | 18 | 30 | 3  | 9  | 18 | 27 | 58 | -31 |
|  | 16.  | Šachcër Salihorsk (-20) | 2  | 30 | 5  | 7  | 18 | 19 | 45 | -26 |

Legenda:
      Campione di Bielorussia e ammessa alla UEFA Champions League 2025-2026.
      Ammesse alla UEFA Europa Conference League 2025-2026.
 Ammessa allo spareggio promozione-retrocessione.
      Retrocessa in Peršaja Liha 2025.
Note:
Tre punti a vittoria, uno a pareggio, zero a sconfitta.
La classifica viene stilata secondo i seguenti criteri:
- Punti conquistati
- Punti conquistati negli scontri diretti
- Partite vinte negli scontri diretti
- Differenza reti negli scontri diretti
- Reti realizzate negli scontri diretti
- Differenza reti generale
- Partite vinte
- Reti totali realizzate
- Sorteggio

## Spareggio promozione-retrocessione
Allo spareggio promozione-retrocessione viene ammessa la quattordicesima classificata in Vyšėjšaja Liha e la terza classificata in Peršaja Liha 2024.
|               | Risultati |               | Luogo e data                |
| ------------- | --------- | ------------- | --------------------------- |
| Niva Doŭbizna | 1 - 3     | Naftan        | Brėst, 4 dicembre 2024      |
| Naftan        | 2 - 0     | Niva Doŭbizna | Navapolack, 7 dicembre 2024 |
|               |           |               |                             |

## Risultati
|                    | Ars  | BAT  | DiB  | DiM  | Dnj  | Hom  | Isl  | Min  | Naf  | Nëm  | Šac  | Sla  | Slu  | Sma  | Tar  | Vic  |
| ------------------ | ---- | ---- | ---- | ---- | ---- | ---- | ---- | ---- | ---- | ---- | ---- | ---- | ---- | ---- | ---- | ---- |
| Arsenal Dzjaržynsk | –––– | 2-0  | 0-2  | 1-2  | 3-1  | 1-0  | 3-1  | 0-0  | 0-3  | 0-4  | 2-0  | 1-1  | 1-0  | 2-0  | 0-1  | 1-1  |
| BATĖ Borisov       | 3-2  | –––– | 3-1  | 0-2  | 1-1  | 1-3  | 1-1  | 0-1  | 1-1  | 0-3  | 1-1  | 1-0  | 6-0  | 7-4  | 1-2  | 1-0  |
| Dinamo Brest       | 2-1  | 2-0  | –––– | 1-1  | 6-1  | 1-1  | 3-2  | 3-0  | 2-2  | 2-2  | 3-0  | 3-0  | 1-2  | 4-1  | 0-1  | 1-1  |
| Dinamo Minsk       | 2-0  | 1-0  | 1-0  | –––– | 2-0  | 2-0  | 2-0  | 2-0  | 2-2  | 2-1  | 3-2  | 2-0  | 2-0  | 5-0  | 0-0  | 1-1  |
| Dnjapro Mahilëŭ    | 0-0  | 1-1  | 0-3  | 0-2  | –––– | 0-1  | 1-3  | 1-1  | 0-3  | 0-2  | 2-3  | 1-2  | 2-3  | 2-1  | 1-1  | 1-2  |
| Homel'             | 5-0  | 2-0  | 2-1  | 0-1  | 1-1  | –––– | 0-0  | 2-0  | 2-1  | 2-3  | 1-2  | 0-0  | 1-2  | 2-1  | 0-0  | 0-0  |
| Islač              | 0-2  | 1-2  | 1-1  | 0-1  | 1-1  | 1-0  | –––– | 3-0  | 3-0  | 2-0  | 0-0  | 0-0  | 0-0  | 3-2  | 0-1  | 1-0  |
| Minsk              | 1-2  | 0-1  | 3-2  | 0-0  | 2-2  | 3-1  | 3-2  | –––– | 1-1  | 0-2  | 0-0  | 1-1  | 0-1  | 2-3  | 1-2  | 1-2  |
| Naftan             | 0-0  | 0-0  | 3-6  | 1-2  | 2-1  | 0-2  | 2-1  | 0-2  | –––– | 0-0  | 0-0  | 0-1  | 1-4  | 1-1  | 1-1  | 0-4  |
| Nëman              | 1-0  | 1-0  | 2-0  | 0-0  | 3-1  | 1-1  | 0-3  | 4-0  | 2-1  | –––– | 1-0  | 1-0  | 2-0  | 2-1  | 1-0  | 0-1  |
| Šachcër Salihorsk  | 0-3  | 1-3  | 0-4  | 0-3  | 1-2  | 1-2  | 0-1  | 0-1  | 0-0  | 0-1  | –––– | 1-3  | 1-2  | 2-2  | 1-0  | 1-0  |
| Slavija-Mazyr      | 3-0  | 2-3  | 1-1  | 1-1  | 2-0  | 0-0  | 2-1  | 1-1  | 1-0  | 0-1  | 0-1  | –––– | 0-0  | 0-0  | 0-2  | 1-2  |
| Sluck              | 1-1  | 0-1  | 1-4  | 0-5  | 0-1  | 1-1  | 1-3  | 1-0  | 0-1  | 2-0  | 0-0  | 1-0  | –––– | 0-0  | 1-0  | 2-0  |
| Smarhon'           | 1-0  | 0-0  | 0-2  | 1-0  | 0-0  | 2-2  | 1-1  | 1-1  | 1-0  | 0-0  | 2-0  | 3-3  | 4-1  | –––– | 0-4  | 0-3  |
| Tarpeda-BelAZ      | 1-1  | 2-0  | 3-1  | 1-1  | 4-2  | 2-2  | 1-0  | 2-2  | 2-1  | 1-4  | 1-0  | 3-0  | 1-0  | 2-0  | –––– | 3-0  |
| Vicebsk            | 0-0  | 1-0  | 2-0  | 1-0  | 2-1  | 0-1  | 0-1  | 2-1  | 2-0  | 0-1  | 2-1  | 2-3  | 2-0  | 0-1  | 0-1  | –––– |

## Statistiche

### Classifica marcatori
| Gol |  |  | Giocatore | Squadra |
| --- |  |  | --------- | ------- |